# Coulibiac
Il coulibiac, anche conosciuto come koulibiac, koulibiak, kulebiaka, o kulebyaka, (in russo кулебя́ка?, kulebyáka), è un tipo di pirog russo. 

## Storia
Il coulibiac è un piatto tradizionale della Russia e del Kresy, e viene tipicamente mangiato assieme al boršč durante le festività.
Agli inizi del Novecento, il famoso chef francese Auguste Escoffier descrisse il coulibiac nella sua Guida alla grande cucina.

## Caratteristiche
L'alimento si presenta come una torta salata composta da un involucro esterno di pasta brioche o sfoglia contenente pesce (salmone o storione), cereali (riso o grano saraceno), uova sode, funghi, cipolle e l'aneto. A volte, il coulibac contiene la vesiga, ovvero il midollo spinale dello storione. Gli ingredienti che compongono il ripieno del coulibiac sono suddivisi affinché non si mescolino fra di loro.
Nella sua versione vegetariana, il piatto può contenere cavoli o patate.